# Giorgi Kwirikaschwili

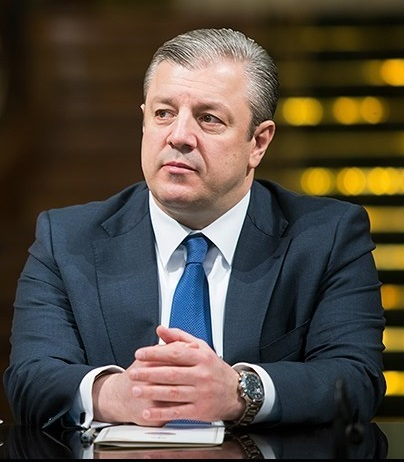
Giorgi Kwirikaschwili, 2017

Giorgi Kwirikaschwili (georgisch გიორგი კვირიკაშვილი; * 20. Juli 1967 in Tiflis) ist ein georgischer Politiker der Partei Georgischer Traum.

## Leben
Kwirikaschwili studierte an der Staatlichen Medizinischen Universität Tiflis und an der Staatlichen Universität Tiflis. Er war für die Neue Rechte Partei Abgeordneter im Parlament Georgiens. Im Jahr 2006 kam es zur Bekanntschaft mit dem Milliardär Bidsina Iwanischwili. Bald darauf begann Kwirikaschwili seine Tätigkeit in Iwanischwilis Finanzinstitut Cartu Bank, wo er bis 2011 den Posten des Generaldirektors innehatte. Nach einem Managementwechsel trat er auf eigenen Wunsch zurück. Vor dem Antritt der Regierungsgeschäfte war Kwirikaschwili 2012 als Experte für Rentenreform und den Finanzsektor in der Firma Lenzie Fisher Hendry LLC tätig.
Vom 25. Oktober 2012 bis zum 1. September 2015 war Kwirikaschwili Wirtschafts- und Entwicklungsminister von Georgien. Vom 1. September 2015 bis zum 30. Dezember 2015 war er Außenminister von Georgien. Kwirikaschwili war ab dem 30. Dezember 2015 als Nachfolger von Irakli Gharibaschwili Premierminister von Georgien. Am 13. Juni 2018 erklärte er seinen Rücktritt.